# Saheb
Sāheb (farsi صاحب) è una città dello shahrestān di Saqqez, circoscrizione di Ziwyeh, nella provincia iraniana del Kurdistan. Aveva, nel 2006, una popolazione di 1.489 abitanti. 